# Nâu
 #993300 
Màu nâu (brown) là màu tạo ra bởi việc trộn một lượng nhỏ chất màu có màu đỏ và màu xanh lá cây, màu da cam và màu xanh lam, hay màu vàng và màu tía.
Màu nâu tạo ra cảm giác màu khi có sự tương phản màu sắc cao. Trong tiếng Việt, tên gọi của nó có nguồn gốc từ tự nhiên do màu này rất gần với màu của chất chứa tanin chiết ra từ củ nâu, dùng để nhuộm quần áo.
Một mẫu của màu nâu trong mô hình màu RGB có cường độ [150, 75, 0] trong thang độ 0 - 255.

## Sử dụng, biểu tượng, biểu hiện thông thường
- Màu nâu là màu của một số loại đất phù sa.
- Màu nâu là màu của quả bóng môn snooker có giá trị 4 điểm.
- Màu nâu là màu của bi số 7 (bi trơn) và bi số 15 (bi sọc) trong pool.
- Ở Việt Nam, màu nâu là màu được coi là tượng trưng cho sự giản dị, quê mùa.
- Màu này là màu của trang phục của nông dân Việt Nam thời phong kiến.
- Là màu của trang phục của các vị tiểu, tăng trong hệ thống Phật giáo Việt Nam.

## Tọa độ màu
```
Số Hex
 = #993300

RGB
    (r, g, b)    =  (153, 51, 0)

CMYK
   (c, m, y, k) =  (0, 67, 100, 40)

HSV
 (h, s, v) =  (20, 100, 60)
```